# Onze-Lieve-Vrouw Geboortekapel (Amelgem)

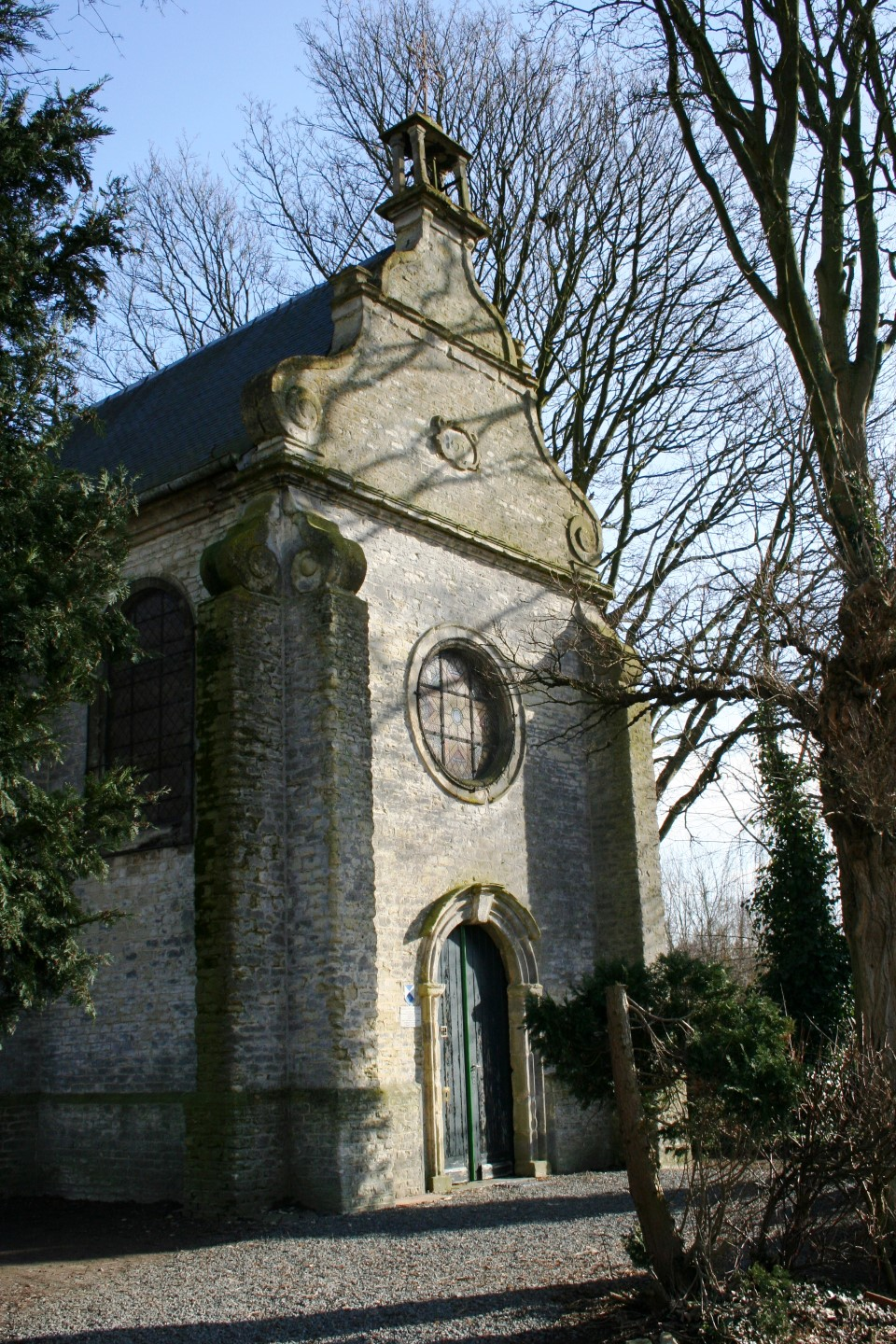
Onze-Lieve-Vrouw Geboortekapel

De Onze-Lieve-Vrouw Geboortekapel is een kapel in de tot de Vlaams-Brabantse gemeente Meise behorende plaats Amelgem, gelegen aan de Amelgemstraat.

## Geschiedenis
In 1155 was voor het eerst sprake van een kapel op deze plaats. Een document maakte toen melding van het altare de Amalrengem waarvan het patronaatsrecht berustte bij de Abdij van Grimbergen.
Blijkbaar ooit een zelfstandige parochie werd Amelgem in 1287 afhankelijk van de parochie van Meise en vanaf de 14e eeuw van Oppem.
In 1637 werd een nieuwe kapel gebouwd die de oude, bouwvallige, kapel verving. Tijdens de Franse Revolutie kwam de kapel aan de burgerlijke gemeente waar Amelgem toe behoorde, Oppem. De kapel, aanvankelijk bedreigd met sloop, werd in 1830 gerestaureerd door toedoen van graaf Amédée de Beauffort. Verdere restauratiecampagnes volgden in 1897, 1928 en 1965.

## Gebouw
Het betreft een kapel in barokstijl op rechthoekige plattegrond en met driezijdig afgesloten koor. De kapel heeft een in- en uitgezwenkte barokke topgevel. Deze wordt bekroond door een lantaarn met een klokje.
Het interieur is sober en bevat een eenvoudig houten altaar.